# Stazione di Taureana
La stazione di Taureana è stata una stazione ferroviaria posta sulla linea Battipaglia-Reggio Calabria. Serviva il centro abitato di Taureana, nel comune di Palmi.

## Storia
La fermata di Taureana venne attivata il 28 luglio 1923.
Successivamente trasformata in stazione, venne ricostruita in occasione del raddoppio della linea, con la costruzione di un nuovo fabbricato viaggiatori; i lavori furono completati nel 1961.
La stazione di Taureana, nel 1939 è stata oggetto di lavori di potenziamento essendo parte della Tirrenica Meridionale che nel frattempo subiva importanti interventi elettrificazione e raddoppiamento, con l'elettrificazione completata fino a Reggio Calabria.

## Stato attuale
Il fabbricato viaggiatori ad oggi è completamente abbandonato, è completamente vandalizzata e finestre e porte sono state murate per non permettere l'accesso nella stazione.